# Beading Engine Company
De Beading Engine Company is een historische Amerikaanse producent van hulpmotoren.
Beading Engine Company produceerde in 1949 een 1½pk-hulpmotor. Deze geheel uit aluminium vervaardigde motor kon worden gebruikt voor de aandrijving van fietsen, scooters maar ook landbouwwerktuigen. Dat kwam doordat op de krukas negen verschillende tandwielen of aandrijfrollen gemonteerd konden worden.